# Les Sablettes
Pour les articles homonymes, voir Sablettes.
Les Sablettes sont un quartier de La Seyne-sur-Mer dans le Var. Il est composé de deux entités distinctes, à savoir le hameau et l'isthme. Les Sablettes sont une station balnéaire qui connut son apogée au XIXe siècle mais qui périclita avec les deux guerres mondiales au cours du XXe siècle. Elles connaissent un renouveau dans les années 2000 et 2010 du fait d'une politique active d'urbanisme balnéaire orienté vers le tourisme.

## Histoire

### La naissance d'un isthme
L'isthme des Sablettes relie actuellement l'ancienne île de Cépet, devenue presqu'île et commune de Saint-Mandrier-sur-Mer. Avant le XVIIe siècle, un détroit séparait cette ancienne île du continent. L'afflux de sable au cours des siècles dans ce détroit peu profond permit la création naturelle d'un passage terrestre entre le continent et l'île qui devint presqu'île, sur le même modèle de formation qu'un tombolo. À partir des années 1650, l'isthme des Sablettes fut notifié sur les cartes d'état-major.

### Une station balnéaire réputée
Le développement des Sablettes fut particulièrement lié à la présence de Michel Pacha qui fit fortune en implantant des phares et balises. Ceci lui permit de développer Tamaris et les Sablettes par d'importants travaux à la fin du XIXe siècle et grâce à la création de structures (casino, bains de mer) favorisant le statut de station balnéaire. Cette réputation lui valut d'attirer des artistes, des célébrités comme George Sand, les frères Lumière, Alphonse Daudet et d'apparaître sur des affiches publicitaires de la compagnie PLM.

### Les guerres mondiales, la perte d'attractivité et la destruction
Les temps de guerre ont fait perdre aux Sablettes la gaieté et les visites de personnes de tout le pays, voire de toute l'Europe. Les Sablettes ont échappé à la destruction lors de la Première Guerre mondiale et ont recommencé à vivre durant les Années folles (décennie 1920). À l'aube de la Seconde Guerre mondiale, de nouveau l'attractivité des Sablettes ne fut plus au rendez-vous et pendant la guerre, l'ancien village n'échappera pas aux bombardements.

### La renaissance
Grâce au projet de Fernand Pouillon, architecte de renommée internationale, le hameau des Sablettes fut reconstruit avec des matériaux locaux (principe maître chez l'architecte). Le casino fut remis sur pied mais pas dans les mêmes dispositions d'avant guerre et les bains de mer furent détruits et non remis en état de marche. Le principe du hameau repose sur l'architecture provençale et les principes d'un urbanisme provençal.

### De la RD18 au Parc Braudel
Entre les années 1950 et le milieu des années 1990, la route départementale 18 longe l'actuelle plage des Sablettes pour relier La Seyne-sur-Mer à Saint-Mandrier-sur-Mer et longe un ancien terrain vague qui servait à accueillir une fête foraine en saison estivale. Cette route desservait aussi le petit port de Saint-Elme qui se situe à la limite entre les deux communes. À partir du début des années 1990, le maire de l'époque, Charles Scaglia, décide de lancer une opération d'aménagement sur l'intégralité de l'isthme des Sablettes afin d'y réaliser un parc paysager, situé derrière la plage et allant jusqu'à la nouvelle RD18 qui passerait plus au nord de l'isthme. 
Le tollé de la part des commerçants fit grand bruit, et le sujet déchaîna les passions durant l'élection municipale de 1995, ou le nouveau maire Maurice Paul fut élu. Les commerçants et hôteliers du quartier Saint-Elme demandèrent de ne pas supprimer la route littorale car ceci condamnerait le quartier à devenir un "cul-de-sac" et le tourisme s'effondrerait de lui-même. Malgré une nouvelle municipalité d'un autre mouvement politique que la précédente mandature, Maurice Paul décida de maintenir le programme de réaménagement de l'isthme. Les commerçants et certains riverains se plaignent à l'époque qu'aucune concertation n'est menée et que le projet ne respecte ni le touriste, ni le commerçant, ni le riverain des Sablettes. 
Malgré les protestations, la construction du parc débute fin 1997 pour être achevée en mars 1999. 
Aujourd'hui, le parc Fernand Braudel accueille un marché nocturne quotidiennement entre fin juin et début septembre. Une petite fête foraine est installée à l'entrée de l'isthme. Le quartier de Saint-Elme, qui est devenu une impasse, profite du passage des touristes qui se garent au parking Est (aménagé en supplément du parking principal) pour rejoindre l'entrée Est du parc Braudel et enfin le parc paysager grâce à l'implantation de pins et d'autres végétaux permet d'éviter une érosion de l'isthme.

## Aujourd'hui

### Un quartier tourné vers le tourisme
Les Sablettes redeviennent touristiques dès lors que la reconstruction fut achevée. La plage naturelle des Sablettes, dont la finesse du sable la rend unique à l'échelle du Var, s'étendant jusqu'au quartier Mar-Vivo est fréquentée par des vacanciers et des locaux tout au long de l'année. La promenade Charcot accueille restaurants, bars et brasseries avec leurs terrasses donnant une vue imprenable sur le Massif du Cap-Sicié. Depuis 2000, l'isthme des Sablettes abrite le parc paysager Fernand Braudel qui s'étend quelques hectares et offre des pelouses à l'abri des pins parasols, des aires de jeux, des paillottes et une réserve aquatique à l'entrée du parc. Le parc communique directement avec la plage.
Célébrités
Francois Morin (1927 - 2016)
"Bain de Noel"

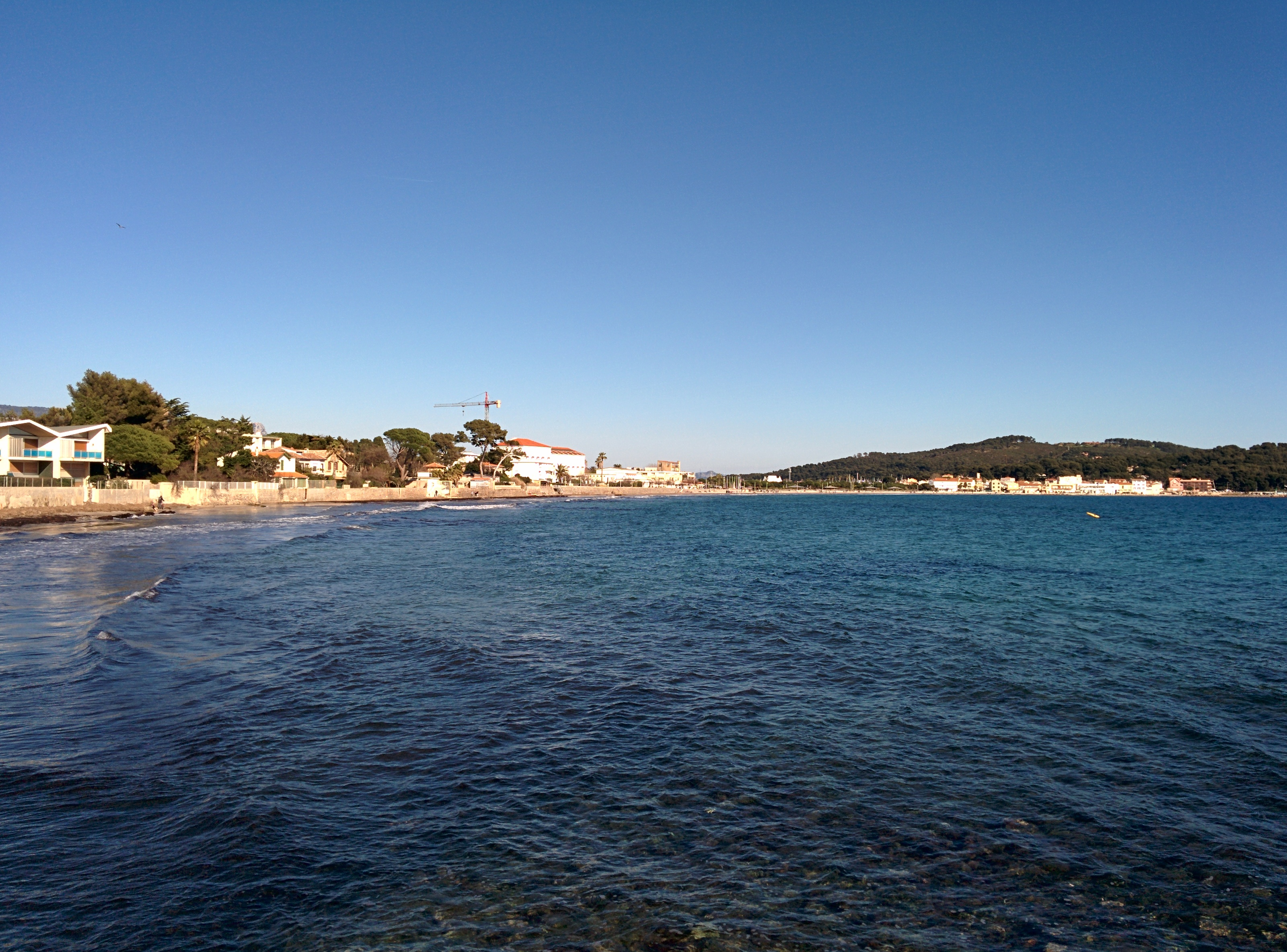
La plage et le hameau des Sablettes depuis le quartier Mar-Vivo.

et Place Francois Morin au Sablettes

### La desserte en transports
Les Sablettes sont un quartier bien desservi par la route, que cela soit par la D16 en provenance de Six-Fours-les-Plages et du centre ville de La Seyne-sur-Mer, ou bien par la corniche de Tamaris qui dessert aussi le centre ville seynois après avoir longé le littoral. 
Le quartier est également très bien desservi par les transports en commun toulonnais, le Réseau Mistral. En effet, une ligne maritime relie Toulon aux Sablettes en 20 minutes avec une fréquence de 30 minutes hors saison et 15 à 20 minutes en saison touristique. 
Les lignes de bus sont nombreuses puisque partent la ligne 18 vers le centre ville seynois et Toulon toutes les 20 minutes, la ligne 28 vers Saint-Mandrier-sur-Mer, la ligne 83 vers le centre ville seynois et les quartiers périphériques et enfin la ligne 87 en direction de Six-Fours-les-Plages via les quartiers sud seynois. Une ligne nocturne en fin de semaine les vendredi et samedi dessert le quartier depuis Toulon.

### Un prix de l'immobilier élevé
La présence de nombreux commerces et services, la proximité de la plage et des restaurants et la desserte en transports en font un quartier prisé. De plus, l'immobilier aux Sablettes est limité par une production de logement très faible par rapport aux autres quartiers de la ville. Le cadre de vie est privilégié, ce qui participe à la hausse des prix de l'immobilier. Ce quartier est l'un des plus chers de l'agglomération toulonnaise.

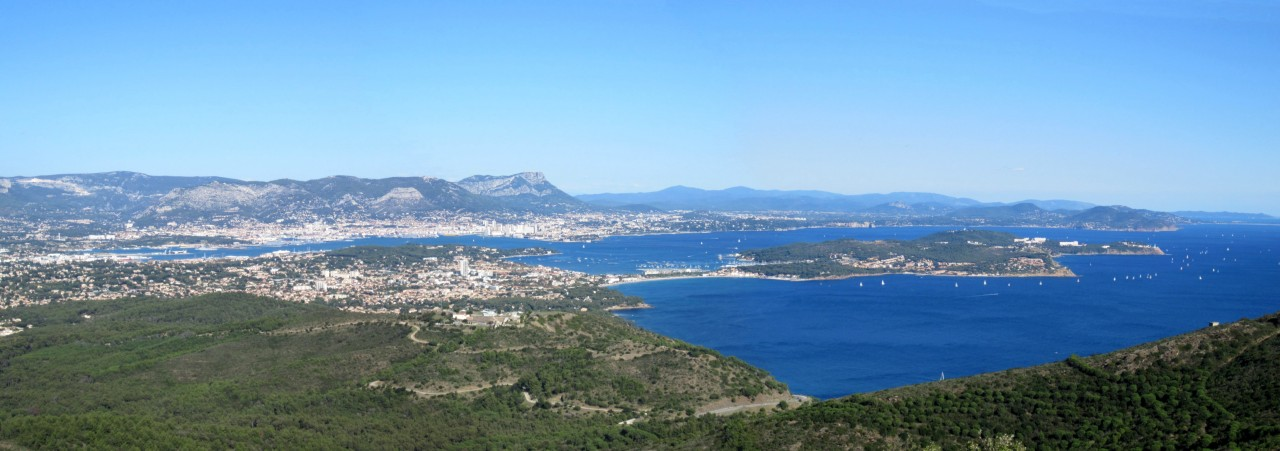
L'isthme des Sablettes entre la rade de Toulon au nord et la mer Méditerranée au sud.

## Anecdotes
- Un projet immobilier conçu dans les années 1960 devait voir le jour aux Sablettes au nord de l'isthme. Ce projet immobilier devait donner naissance à un immeuble de 115 mètres de haut et plusieurs barres de quelques étages autour. Le projet fut abandonné à la suite de nombreuses protestations locales. Cependant un seul élément du projet vu le jour, l'immeuble Le Bali.
- Les Sablettes représentent un obstacle naturel pour les navires, les forçant à emprunter le détroit du Mourillon et contourner la presqu'île pour rejoindre la haute mer. Un projet revient ponctuellement sur la création d'une brèche maritime pour permettre le passage de certains navires. Un projet moindre vise à créer un canal souterrain au travers de l'isthme pour alimenter la baie du Lazaret au nord et oxygéner ce bassin ostréicole.
- Depuis les Sablettes, les câbles de télécommunications en direction de la Corse mais aussi du Maghreb ont été lancés, ce qui permet d'avoir le téléphone et internet en Corse et une liaison téléphonique vers le Maghreb.
- Le hameau des Sablettes est classé au patrimoine architectural du XXe siècle par la Direction régionale des Affaires culturelles.